# إدينيو (لاعب كرة قدم مواليد 1994)
إدينيو (بالبرتغالية: Francisco Edson Moreira da Silva) هو لاعب كرة قدم برازيلي في مركز الوسط، ولد في 8 أغسطس 1994 في باتوريتي في البرازيل. لعب مع أتلتيكو مينيرو.

## وصلات خارجية
- إدينيو (لاعب كرة قدم مواليد 1994) على موقع دوري كوريا الجنوبية (الإنجليزية)
- إدينيو (لاعب كرة قدم مواليد 1994) على موقع قاعدة بيانات كرة القدم.إي يو (الإنجليزية)
- إدينيو (لاعب كرة قدم مواليد 1994) على موقع Soccerway.com (الإنجليزية)